# Berceni (gmina w okręgu Ilfov)
Berceni – gmina w północno-zachodniej części okręgu Ilfov w Rumunii. Obejmuje tylko jedną miejscowość Berceni. W 2011 roku liczyła 5942 osób.